# Willem Clito
Willem Clito of Willem van Normandië (Rouen, 25 oktober 1102 – bij Aalst, 28 juli 1128) was de zoon van graaf Robert van Normandië en Sybille van Conversano. Zijn leven stond in het teken van vergeefse pogingen om het graafschap Normandië op koning Hendrik I van Engeland te heroveren. Gedurende zijn laatste levensjaar was hij Graaf van Vlaanderen.
De toevoeging Clito is het Latijns equivalent voor het Angelsaksische "ætheling" en het Duitse "Adelinus". Ze betekenen "man van koninklijken bloede" of "prins".

## Levensloop
Nadat zijn vader in 1106 bij de Slag van Tinchebrai het gezag over Normandië verloor aan diens jongere broer, de Engelse koning Hendrik I, werd de vierjarige Willem Clito door Hendrik I toevertrouwd aan de zorgen van Helias van Saint-Saens, de echtgenoot van een buitenechtelijke dochter van zijn vader. In 1112 wou de koning de jongen naar zijn hof in Engeland brengen maar dankzij Helias' knechten konden ze tijdig naar Vlaanderen vluchten waar ze onderkomen vonden bij Boudewijn VII van Vlaanderen. Deze was eveneens een vijand van Hendrik I (Boudewijns vader Robrecht II van Vlaanderen was in 1111 gestorven in de strijd tegen de koning). Boudewijn VII meende met Willem Clito de rechtmatige hertog van Normandië in handen te hebben. Ofschoon de vader van Willem Clito, Robert Curthose, na de Slag van Tinchebrai door Hendrik I gevangen was genomen behield hij zijn hertogelijke titel.
In 1116 sloeg Boudewijn Willem tot ridder en 2 jaar later barstte de oorlog volledig los met aan de ene kant koning van Engeland Hendrik I en Theobald I van Blois en aan de andere kant Boudewijn VII,  koning Lodewijk VI van Frankrijk en graaf Fulco V van Anjou gesteund door opstandige Normandische edelen. Boudewijn werd verwond in de strijd en overleed een jaar later aan die verwondingen. Lodewijk VI verloor de slag bij Brémulede in 1119 en moest de zoon van de Engelse koning, William Adelin, als nieuwe hertog van Normandië erkennen. Ook Fulco V gooide de handdoek in de ring nadat zijn dochter met William Adelin trouwde. Tevergeefs probeerde Willem Clito nog een regeling bij Hendrik I af te smeken, waarbij hij beloofde zijn rechten op Normandië op te geven als Hendrik zijn vader zou vrijlaten.
Enige jaren later meende Willem Clito een nieuwe machtsbasis te hebben gevonden om een aanval op Hendrik I te ondernemen. Toen Willem Adeling, de enige wettige zoon van Hendrik I, in 1120 was verdronken bij een schipbreuk, zat zijn vader zonder mannelijke opvolger. Willem Clito was door een huwelijk met Sybille van Anjou graaf van Maine geworden en omdat Sybille de dochter van Fulco V van Anjou was, waren de banden met hem steviger aangehaald. Ook Lodewijk VI was opnieuw bereid om zich bij een coalitie aan te sluiten. Toen Hendrik I lucht kreeg van het plan probeerde hij de paus Calixtus II ertoe over te halen om het huwelijk van Willem Clito te laten ontbinden wegens te nauwe bloedbanden tussen de echtelieden. Ook sloot hij een militaire alliantie met de Duitse keizer Hendrik V die Lodewijk VI vanuit het oosten bedreigde. Lodewijk haakte af en het leger van Fulco en opstandige Normandische baronnen werd door Hendrik I verslagen bij Bourgthéroulde op 26 maart 1124.
Het huwelijk met Sybille werd ontbonden en in 1127 huwde Willem Clito met Johanna, een dochter van Gisela van Bourgondië.
Nadat de Vlaamse graaf Karel de Goede in maart 1127 vermoord werd voor het altaar van de Sint-Donaaskerk in Brugge, belandde Vlaanderen in een politieke crisis. Verschillende edelen zagen hun kans schoon om een aanspraak te maken op de grafelijke titel. In de verwarring gebruikte de Franse koning Lodewijk VI zijn recht als leenheer om over de opvolging te beslissen. Hij benoemde Willem Clito tot graaf van Vlaanderen en gaf hem ook Pontoise, Chaumont, Mantes en de hele Vexin.
Een van de opstandige edelen, Willem van Ieper, werd in april 1127 gevangengenomen. Maar Willem Clito had nog steeds af te rekenen met Diederik van de Elzas die gesteund werd door Hendrik I. Door de woltoevoer af te sluiten veroorzaakte Hendrik I grote onrust in Vlaanderen, daar de twee gebieden economisch nauw waren verweven en de Vlaamse lakenindustrie Engelse wol verwerkte. Desondanks wist Willem Clito op 21 juni 1128 Diederik bij Axpoele te verslaan. Diederik vluchtte naar Aalst bij zijn bondgenoot Iwein van Aalst die in een beroemde toespraak te Gent op 16 februari 1128 stelde dat Willem Clito als graaf de band met het volk had verbroken en dat geen vorst die de wet had geschonden,  rechtmatig kon verder regeren .
Samen met Godfried I van Leuven belegerde de jonge graaf een maand later (27-28 juli) de stad Aalst. Bij een aanval op de burcht werd Willem Clito verwond aan de hand en stierf vijf dagen later, vermoedelijk aan gangreen. Hij werd begraven in de Abdij van Sint-Bertinus in Sint-Omaars.

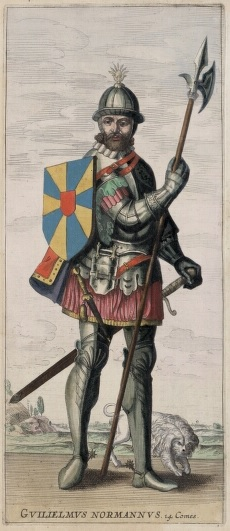
Willem van Normandië (afbeelding uit Flandria illustrata, 1641)

## Vlag van West-Vlaanderen
De huidige vlag van West-Vlaanderen is waarschijnlijk afgeleid van een verkeerd geïnterpreteerd sierbeslag op het schild van graaf Willem Clito, zoals het stond afgebeeld op zijn grafmonument in de Sint-Bertinusabdij van Sint-Omaars. Dat schild vertoont centraal een umbo (sierknop) van waaruit enkele stralen naar de schildranden vertrekken. In zijn zoektocht naar het oude wapen van Vlaanderen heeft abt Iperius, biograaf van het Vlaamse gravenhuis, dit geïnterpreteerd als een gegeerd wapen met een hartschild. De kleuren - die hij er zelf aan moet hebben toegevoegd - zijn vermoedelijk deze van het Franse koningshuis.

## Voorouders
| Voorouders van Willem Clito | Voorouders van Willem Clito                                                  | Voorouders van Willem Clito                                                  | Voorouders van Willem Clito                                                  | Voorouders van Willem Clito                                                  | Voorouders van Willem Clito                                           | Voorouders van Willem Clito                                           | Voorouders van Willem Clito                                           | Voorouders van Willem Clito                                           |
| --------------------------- | ---------------------------------------------------------------------------- | ---------------------------------------------------------------------------- | ---------------------------------------------------------------------------- | ---------------------------------------------------------------------------- | --------------------------------------------------------------------- | --------------------------------------------------------------------- | --------------------------------------------------------------------- | --------------------------------------------------------------------- |
| Overgrootouders             | Robert de Duivel (1000/1010-1035) ∞ Herleva (1015-1050)                      | Robert de Duivel (1000/1010-1035) ∞ Herleva (1015-1050)                      | Boudewijn V van Vlaanderen (1013-1067) ∞ 1028 Adela van Mesen (1116-1165)    | Boudewijn V van Vlaanderen (1013-1067) ∞ 1028 Adela van Mesen (1116-1165)    | ? (–) ∞ ? (-)                                                         | ? (–) ∞ ? (-)                                                         | ? (-) ∞ ? (–)                                                         | ? (-) ∞ ? (–)                                                         |
| Grootouders                 | Willem de Veroveraar (±1028–1087) ∞ 1051 Mathilde van Vlaanderen (1031-1083) | Willem de Veroveraar (±1028–1087) ∞ 1051 Mathilde van Vlaanderen (1031-1083) | Willem de Veroveraar (±1028–1087) ∞ 1051 Mathilde van Vlaanderen (1031-1083) | Willem de Veroveraar (±1028–1087) ∞ 1051 Mathilde van Vlaanderen (1031-1083) | ? (-) ∞ ? (-)                                                         | ? (-) ∞ ? (-)                                                         | ? (-) ∞ ? (-)                                                         | ? (-) ∞ ? (-)                                                         |
| Ouders                      | Robert Curthose (1054-1134) ∞ 1099 Sybille van Conversano (1064-1115)        | Robert Curthose (1054-1134) ∞ 1099 Sybille van Conversano (1064-1115)        | Robert Curthose (1054-1134) ∞ 1099 Sybille van Conversano (1064-1115)        | Robert Curthose (1054-1134) ∞ 1099 Sybille van Conversano (1064-1115)        | Robert Curthose (1054-1134) ∞ 1099 Sybille van Conversano (1064-1115) | Robert Curthose (1054-1134) ∞ 1099 Sybille van Conversano (1064-1115) | Robert Curthose (1054-1134) ∞ 1099 Sybille van Conversano (1064-1115) | Robert Curthose (1054-1134) ∞ 1099 Sybille van Conversano (1064-1115) |
| Willem Clito (1102-1128)    |                                                                              |                                                                              |                                                                              |                                                                              |                                                                       |                                                                       |                                                                       |                                                                       |